# Varicorhinus wittei
Varicorhinus wittei är en fiskart som beskrevs av John Banister och Poll, 1973. Varicorhinus wittei ingår i släktet Varicorhinus och familjen karpfiskar. IUCN kategoriserar arten globalt som otillräckligt studerad. Inga underarter finns listade i Catalogue of Life.